# فردا عجله کن (فیلم)
فردا عجله کن (به انگلیسی: Hurry Up Tomorrow) یک فیلم دلهره‌آور روان‌شناختی آمریکایی محصول ۲۰۲۵ به کارگردانی و تدوین‌گری تری ادوارد شالتس است که بر اساس ششمین آلبوم استودیویی د ویکند به همین نام ساخته شده است.
این فیلم در ۱۶ مه ۲۰۲۵، توسط لاینزگیت فیلمز در ایالات متحده منتشر شد اما با واکنش منفی مواجه گردید. این اثر به‌عنوان پروژه‌ای خودمحور برای تسفی مورد انتقاد قرار گرفت و در حالی که بودجه‌ای ۱۵ میلیون دلاری داشت، تنها ۶ میلیون دلار در سطح جهان فروش کرد.